# Ceará Fora da Casinha
Ceará Fora da Casinha é um programa de humor estrelado por Wellington Muniz, o Ceará, e exibido pelo canal Multishow. Na atração, o humorista encarna seus famosos personagens em episódios temáticos, que misturam entrevistas com convidados famosos, esquetes e pautas com o público nas ruas. Bruna Louise e Eros Prado também fazem parte do elenco. O roteiro é de Marília Lamas, Ricky Hiraoka, Ulisses Mattos e Diego Tavares.
A segunda temporada de Ceará Fora da Casinha foi ao ar em julho de 2017.

## Produção

### 1ª temporada
Com 20 episódios temáticos, Ceará Fora da Casinha mistura esquetes, entrevistas com convidados famosos e pautas com o público na rua. No programa, o humorista Wellington Muniz, mais conhecido como Ceará, interpreta personagens já conhecidos do público (como Silvio Santos, Gabi Herpes e Regina Ralé), além de novidades, como Wellington Safadão, Glória Xícara e Padre Fábio Jr. de Melo. A atração sucedeu A Grande Farsa, programa que marcou a estreia de Ceará no Multishow e o seu retorno à TV, depois de ter ficado 18 anos no Pânico.
Em Ceará Fora da Casinha, o humorista levou ao ar personagens que já eram sucesso e também incorporou alguns dos mais de 20 autorais criados na primeira experiência que teve como artista solo no canal pago. Foi o caso do personal stylist Jorgivenchy, que ganhou mais espaço no novo programa, por exemplo.
Segundo Ceará, o nome da atração combina a espontaneidade e irreverência diante do roteiro, que o faz sair do "normal", com o fato do programa ter muitas cenas gravadas em locações externas. Tudo foi captado entre abril e julho de 2016, em São Paulo.
Com direção de Rogério Passos, o programa tem como fio condutor Sérgio Chapelin, personagem inspirado no apresentador do Globo Repórter, que chama as reportagens e quadros com temas como a vida dos milionários, o universo dos nerds e a rotina de artistas sertanejos e funkeiros. Os humoristas Bruna Louise e Eros Prado também fazem parte do elenco.
Entre as participações especiais desta temporada estão a dupla Simone & Simaria, Palmirinha Onofre, PC Siqueira, MariMoon, Roberto Leal e Preta Gil, o jornalista Leão Lobo e os casais Naldo Benny e Ellen Cardoso.
Ceará Fora da Casinha estreou no dia 25 de julho de 2016 no Multishow, com roteiro de Marília Lamas, Ricky Hiraoka, Diego Tavares e Ulisses Mattos.

### 2ª temporada
Anunciada em novembro de 2016, a segunda temporada de Ceará Fora da Casinha teve suas gravações iniciadas em abril do ano seguinte. A atração manteve seu formato e o elenco, com Bruna Louise e Eros Prado, mas passou a ser dirigida por Rodrigo Gianetto. Com muitas cenas externas, o programa variou ainda mais seu público, abrangendo participantes populares de diferentes faixas etárias e classes sociais.
Em seus 20 novos episódios, o programa explorou temas como fãs, esoterismo, celebridades da internet, maternidade, animais de estimação e irmãos. Neles, também surgiram novos personagens, como Michel Tremer - imitação de Michel Temer feita por Ceará, que apareceu no episódio sobre crise. A consagrada Gabi Herpes, por sua vez, não ficou só no estúdio e também foi às ruas ficar perto do público.
No episódio de estreia, sobre imitadores, o programa contou com a participação de Silvio Santos, que, pela primeira vez, apareceu em um programa de um canal da Rede Globo. Para gravar com o ídolo, Wellington Muniz e toda a produção esperaram o dono do SBT sair do cabeleireiro e foram recebidos com carinho pelo apresentador.
A temporada contou com participações de Luan Santana, Sidney Magal, Mirella Santos, Wanessa Camargo, Luisa Mell, o grupo É o Tchan, as duplas Zezé Di Camargo & Luciano e Munhoz & Mariano, os youtubers Mr. Poladoful, T3ddy e Muca Muriçoca, e os irmãos Minotauro e Minotouro.
A segunda temporada de Ceará Fora da Casinha estreou no dia 10 de julho de 2017, ocupando a grade do Multishow de segunda a sexta, às 23h15.

## Lista de episódios

### 1ª temporada
| Episódio | Título             | Participações                                        | Estreia    |
| -------- | ------------------ | ---------------------------------------------------- | ---------- |
| 01       | Sertanejo          | Eduardo Costa                                        | 25/07/2016 |
| 02       | Terceira Idade     | Palmirinha                                           | 26/07/2016 |
| 03       | Vaidade            | Geisy Arruda                                         | 27/07/2016 |
| 04       | Trânsito           | Débora Rodrigues                                     | 28/07/2016 |
| 05       | Gastronomia        | Mulher Melão e Carlos Bertolazzi                     | 29/07/2016 |
| 06       | Nerds              | PC Siqueira                                          | 01/08/2016 |
| 07       | Moda               | Walério Araújo                                       | 02/08/2016 |
| 08       | Futebol            | Luizão                                               | 03/08/2016 |
| 09       | Relacionamentos    | Antônia Fontenelle e Jonathan Costa                  | 04/08/2016 |
| 10       | Pagode             | Mumuzinho                                            | 05/08/2016 |
| 11       | Internet           | Felipe Castanhari, Cauê Moura, Muca Muriçoca e T3ddy | 08/08/2016 |
| 12       | Família            | Mr Catra                                             | 09/08/2016 |
| 13       | Gringos            | Roberto Leal                                         | 10/08/2016 |
| 14       | Trabalho           |                                                      | 11/08/2016 |
| 15       | Vida Noturna       | Preta Gil                                            | 12/08/2016 |
| 16       | Sexo               | Clara (ex-BBB)                                       | 15/08/2016 |
| 17       | Fama               | Leão Lobo e Cacau Oliver                             | 16/08/2016 |
| 18       | Festa de casamento | Naldo Benny e Ellen Soares                           | 17/08/2016 |
| 19       | Funk               | Zaac e Jerry                                         | 18/08/2016 |
| 20       | Milionários        | Val Marchiori e Andréa de Nóbrega                    | 19/08/2016 |

### 2ª temporada
| Episódio | Título                   | Participações                     | Estreia    |
| -------- | ------------------------ | --------------------------------- | ---------- |
| 01       | Imitadores               | Silvio Santos                     | 10/07/2017 |
| 02       | Fãs                      | Munhoz e Mariano e Luan Santana   | 11/07/2017 |
| 03       | Gente verde              | João Gordo                        | 12/07/2017 |
| 04       | Animais de estimação     | Luísa Mell                        | 13/07/2017 |
| 05       | Cantores de axé          | Scheila Carvalho                  | 14/07/2017 |
| 06       | Esotéricos               | Márcia Fernandes (SenseMárcia)    | 17/07/2017 |
| 07       | Maternidade              | Mirella Santos                    | 18/07/2017 |
| 08       | Crise                    |                                   | 19/07/2017 |
| 09       | Tratamentos alternativos |                                   | 20/07/2017 |
| 10       | Festa infantil           | Tirullipa                         | 21/07/2017 |
| 11       | Atletas                  |                                   | 24/07/2017 |
| 12       | Locutores                |                                   | 25/07/2017 |
| 13       | Feirantes                |                                   | 26/07/2017 |
| 14       |                          |                                   | 27/07/2017 |
| 15       | Vizinhos                 |                                   | 28/07/2017 |
| 16       | Celebridades digitais    | Mr. Poladoful e Felipe Castanhari | 31/07/2017 |
| 17       | Medo                     |                                   | 01/08/2017 |
| 18       | Personais                |                                   | 02/08/2017 |
| 19       | Professores              |                                   | 03/08/2017 |
| 20       | Irmãos                   | Zezé di Camargo & Luciano         | 04/08/2017 |